# Palaische Sprache

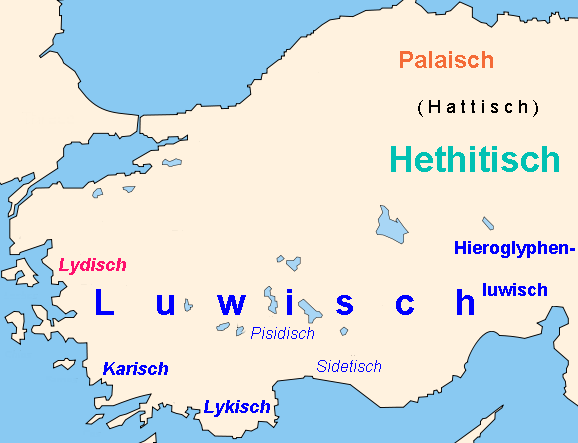
Verbreitung der Anatolischen Sprachen während der Bronzezeit und Antike

Das Palaische (heth. palaumnili) wurde im 2. Jahrtausend v. Chr. im nördlichen Anatolien gesprochen, in der Region Pala, nordwestlich vom hethitischen Kernland, und gehörte zu den anatolischen Sprachen, einer Untergruppe der indogermanischen Sprachen. Es kam spätestens im 13. Jahrhundert v. Chr. außer Gebrauch.
Bekannt sind nur etwa 200 Wörter in palaischen Ritualtexten, die im Palastarchiv der hethitischen Hauptstadt Ḫattuša in Keilschrifttexten überliefert sind.
Eine Eigenschaft des Palaischen war das Vorkommen des in seinen Schwesternsprachen fehlenden labialen Frikativs, der in der Keilschrift alternierend mit pa oder waa wiedergegeben wird, was auf hattisches Substrat zurückgeführt wird. So ist der Name des palaischen Hauptgottes Zaparwa als /Zparfa/ auszusprechen.